# Aphyssura contexta
Aphyssura contexta är en tvåvingeart som beskrevs av Norris 1999. Aphyssura contexta ingår i släktet Aphyssura och familjen spyflugor. Inga underarter finns listade i Catalogue of Life.